# 坂村健
坂村 健（さかむら けん、1951年7月25日 - ）は、日本のコンピュータ科学者、コンピュータ・アーキテクト。工学博士（慶應義塾大学、1979年）、東京大学名誉教授、東洋大学情報連携学学術実業連携機構（INIAD cHUB） 機構長、NTTグループ社外取締役。専攻での研究内容はダイナミックアーキテクチャだが、自ら提唱したTRONプロジェクトにてリーダー、またアーキテクトとして多種多様な仕様を策定した。東京都出身。

## 略歴

### 学歴
- 1967年 慶應義塾中等部卒業[5]
- 1970年 慶應義塾高等学校卒業[5]
- 1974年 慶應義塾大学工学部電気工学科卒業
- 1979年 慶應義塾大学大学院工学研究科電気工学専攻博士課程修了[1]（相磯研究室）工学博士。論文名は「問題適応型可変構造計算機の研究 」

### 職歴
- 1979年 - 東京大学理学部情報科学科助手
- 1986年 - 東京大学理学部情報科学科講師
- 1987年 - 東京大学理学部情報科学科助教授
- 1996年 - 東京大学総合研究博物館教授（研究部・博物情報メディア研究系、大学院理学系研究科情報科学専攻教授併任）
- 2000年 - 東京大学大学院情報学環・学際情報学府教授
- 2017年3月 - 東京大学を退職（同時に名誉教授）
- 2017年4月から - 東洋大学情報連携学部 学部長および同学科・研究科教授

#### その他
- TRONプロジェクト リーダー[1]（1984年より）
- 公共交通オープンデータ協議会 会長 （2015年より）

## 活動

### TRONプロジェクト
1984年6月に、前述のヴィジョンのためのコンピュータ・アーキテクチャなどを実現する目的を持ち、TRONプロジェクトを開始。TRONの名は「The Realtime Operating system Nucleus」の頭字語から。「Todaini itatokini tukutta Realtime Operating system Nucleus」とも、また、映画『TRON』を見た後の命名ではある、とも書いている。

### YRPユビキタス・ネットワーキング研究所
2002年に設立されたユビキタス・コンピューティングに関する研究所、所長。
- ユビキタス・コンピューティングの全体のアーキテクチャを統括するアグリゲートコンピューティンググループ
- TRONアーキテクチャの研究開発を推し進めるエッジノード研究グループ
- 応用研究を推し進める応用研究グループ

## 受賞
- 1987年 - 日刊工業新聞技術科学図書文化賞（優秀賞、第3回）『TRONからの発想』
- 2001年 - 武田賞 - リーナス・トーバルズ、リチャード・ストールマンとの共同受賞
- 2003年 - 紫綬褒章[7]
- 2004年 - 大川賞
- 2005年 - 産学官連携功労者表彰内閣総理大臣賞
- 2006年 - 日本学士院賞
- 2015年 - 国際電気通信連合 (ITU) 150周年賞[8]
- 2023年 - IEEE井深大コンシューマー・エレクトロニクス賞
- 2024年 - 瑞宝中綬章[9][10]

## 出演番組
- 中学校特別シリーズ ハロー!コンピューター（NHK教育）
- コンピューターの時代 教育テレビスペシャル（NHK教育） - キャスター
- コンピューター・ナウ（NHK教育）
- コンピューター未来館（NHK教育）

## 著書

### 単著
- 『コンピュータとどう付き合うか 文科系にもわかる最新技術情報』（光文社カッパビジネス 1982年。ISBN 4334011381）
- 『快適生活の技術 食事・トイレからコンピュータまで』（光文社カッパビジネス 1983年。ISBN 4334011632）
- 『コンピュータ・アーキテクチャ――電脳建築学』（共立出版 1984年。ISBN 4320022335）
- 『電脳都市――SFと未来コンピュータ』（冬樹社 1985年。全国書誌番号:85052083、NCID BN0063510X。）のち岩波書店
- 『TRONからの発想』（岩波書店 1987年2月。ISBN 4000057316）
- 『TRONで変わるコンピュータ』（日本実業出版社 1987年4月。ISBN 4534012411）
- 『TRONを創る』（共立出版 1987年6月。ISBN 4320023668）
- 『電脳社会論――TRONの予言』（飛鳥新社 1988年。ISBN 4870310473）
- 『電脳未来論――トロンの世紀』（角川書店 1989年。ISBN 4045306064）
- 『電脳激動――Final frontier』（日刊工業新聞社 1993年。ISBN 4526033510）
- 『コンピュータ いま何がなぜ？』（読売新聞社 1996年。ISBN 4643960973）
- 『コンピュータはどこへ』（岩波書店・高校生セミナー 1998年。ISBN 4000262130）
- 『痛快!コンピュータ学 グローバル・スタンダード』（集英社インターナショナル 1999年／集英社文庫 2002年, ISBN 978-4-08-747428-2）
- 『情報文明の日本モデル――TRONが拓く次世代IT戦略』（PHP新書 2001年。ISBN 4569618499）
- 『21世紀日本の情報戦略』（岩波書店 2002年。ISBN 4000242121）
- 『ユビキタス・コンピュータ革命――次世代社会の世界標準』（角川書店［角川oneテーマ21］ 2002年。ISBN 4047040886）
- 『TRON DESIGN 1980-1999』（パーソナルメディア 2003年。ISBN 4893622064）
- 『ユビキタス、TRONに出会う――「どこでもコンピュータ」の時代へ』（NTT出版 2004年。ISBN 4757101368）
- 『グローバルスタンダードと国家戦略』（NTT出版 2005年。ISBN 4757141009）
- 『変われる国・日本へ イノベート・ニッポン』（アスキー新書 2007年3月。ISBN 978-4756148919）
- 『ユビキタスとは何か―情報・技術・人間』（岩波新書 2007年7月。ISBN 978-4004310808）
- 『不完全な時代 科学と感情の間で』（角川oneテーマ21 2011年。ISBN 978-4047102958）
- 『毛沢東の赤ワイン 電脳建築家、世界を食べる』（角川書店 2012年。ISBN 978-4048850797）
- 『IoTとは何か 技術革新から社会革新へ』（角川新書 2016年。ISBN 978-4040820583）
- 『イノベーションはいかに起こすか――ＡＩ・ＩｏＴ時代の社会革新』（NHK出版 2020年。 ISBN 9784140886342）

### 共著
- （清水謙多郎・越塚登）『大人のための「情報」教科書』（数研出版 2003年。ISBN 4410138456）
- （竹村健一）『ユビキタス社会、始まる――すべてのモノにコンピュータを』（太陽企画出版 2004年。ISBN 4884664035）
- （越塚登・暦本純一・中尾彰宏）『角川インターネット講座 (14) コンピューターがネットと出会ったら モノとモノがつながりあう世界へ』（KADOKAWA 2015年。ISBN 978-4046538949）

### 編著
- 『ITRON入門――concepts and implementations』（岩波書店 1988年。ISBN 4000050036）

### 共編著
- （鈴木博之）『バーチャルアーキテクチャー -建築における「可能と不可能の差」』（東京大学総合研究博物館 1997年。全国書誌番号:99031385、NCID BA31566531。）
- （蓮實重彦）『デジタル小津安二郎 - キャメラマン厚田雄春の視』（東京大学総合研究博物館 1998年。全国書誌番号:99038883、NCID BA41198569。）

### 訳書
- E・I・オーガニック, J・A・ヒンズ『インタプリティング計算機 - B1700/1800/1900シリーズ』（共立出版 1983年。ISBN 4320021908）

## 論文
- 坂村健、「TRONトータルアーキテクチャ」『アーキテクチャ ワークショップ イン シャパン'84』 1984, NAID 10014867849, 情報処理学会
- 坂村健、「リアルタイム・オペレーティングシステムITRON」『日本ロボット学会誌』 1985年 3巻 5号 p.459-466, doi:10.7210/jrsj.3.459, 日本ロボット学会
- 坂村健、「TRONプロジェクトの意義と現状」『精密工学会誌』 1987年 53巻 10号 p.1546-1549, doi:10.2493/jjspe.53.1546, 精密工学会
- 坂村健、「デジタルミュージアム -コンピュータを駆使した新しい博物館の構築-」『情報処理』 1998年 39巻 5巻, 情報処理学会
- 坂村健、「ユビキタスでつくる情報社会基盤」『学術の動向』 2007年 12巻 10号 p.86-89, doi:10.5363/tits.12.10_86, 日本学術協力財団
- 別所正博 ほか、「ユビキタスコンピューティングと屋内環境の位置認識」『電子情報通信学会誌』 92(4), 249-255, 2009, NAID 110007161920, 電子情報通信学会